# 清川 (台東区)
清川（きよかわ）は、東京都台東区の地名。現行行政地名は清川一丁目および清川二丁目。住居表示実施済区域。

## 地理
台東区の北東部に位置する。東辺は台東区橋場に接する。南部は今吉柳通りに接し、これを境に台東区今戸に接する。西部は吉野通りに接し、これを境に台東区東浅草・台東区日本堤にそれぞれ接する。北部は明治通りに接しこれを境に荒川区南千住に接する。
町域内は主に商業地と住宅地とが混在している。また清川は都市スラムとしての山谷の一画（南東部）を含んでおり簡易宿泊施設（通称：ドヤ）が見られる。また町域北西端には泪橋交差点がある。

## 世帯数と人口
2025年（令和7年）3月1日現在（台東区発表）の世帯数と人口は以下の通りである。
| 丁目       | 世帯数    | 人口    |
| ---------- | --------- | ------- |
| 清川一丁目 | 1,363世帯 | 2,276人 |
| 清川二丁目 | 2,821世帯 | 3,530人 |
| 計         | 4,184世帯 | 5,806人 |

### 人口の変遷
国勢調査による人口の推移。
| 年                 | 人口  |
| ------------------ | ----- |
| 1995年（平成7年）  | 6,998 |
| 2000年（平成12年） | 6,406 |
| 2005年（平成17年） | 6,243 |
| 2010年（平成22年） | 6,212 |
| 2015年（平成27年） | 5,703 |
| 2020年（令和2年）  | 6,078 |

### 世帯数の変遷
国勢調査による世帯数の推移。
| 年                 | 世帯数 |
| ------------------ | ------ |
| 1995年（平成7年）  | 4,261  |
| 2000年（平成12年） | 4,149  |
| 2005年（平成17年） | 4,069  |
| 2010年（平成22年） | 3,997  |
| 2015年（平成27年） | 3,689  |
| 2020年（令和2年）  | 3,984  |

## 学区
区立小・中学校に通う場合、学区は以下の通りとなる（2023年9月現在）。
| 丁目       | 番地                     | 小学校               | 中学校             |
| ---------- | ------------------------ | -------------------- | ------------------ |
| 清川一丁目 | 5〜8番 17〜20番 34〜35番 | 台東区立東浅草小学校 | 台東区立桜橋中学校 |
| 清川一丁目 | 1〜4番 9〜16番 21〜33番  | 台東区立石浜小学校   | 台東区立桜橋中学校 |
| 清川二丁目 | 1番 9〜11番 23〜24番     | 台東区立石浜小学校   | 台東区立桜橋中学校 |
| 清川二丁目 | 2〜8番 12〜22番 25〜39番 | 台東区立東浅草小学校 | 台東区立桜橋中学校 |

## 交通

### 鉄道
町域内に鉄道駅はない。北方の南千住駅が利用できる。

### バス
- 台東区循環バスめぐりん
  - 北めぐりん：(9)清川一丁目
  - ぐるーりめぐりん：(9) 清川一丁目・(10) 清川清掃車庫

## 事業所
2021年（令和3年）現在の経済センサス調査による事業所数と従業員数は以下の通りである。
| 丁目       | 事業所数  | 従業員数 |
| ---------- | --------- | -------- |
| 清川一丁目 | 186事業所 | 930人    |
| 清川二丁目 | 142事業所 | 934人    |
| 計         | 328事業所 | 1,864人  |

### 事業者数の変遷
経済センサスによる事業所数の推移。
| 年                 | 事業者数 |
| ------------------ | -------- |
| 2016年（平成28年） | 384      |
| 2021年（令和3年）  | 328      |

### 従業員数の変遷
経済センサスによる従業員数の推移。
| 年                 | 従業員数 |
| ------------------ | -------- |
| 2016年（平成28年） | 1,726    |
| 2021年（令和3年）  | 1,864    |

## 施設
- 台東区立石浜小学校
- 台東区立石浜公園
- 台東区立玉姫公園
- 玉姫稲荷神社（靴の神社）
- 台東区立石浜図書館
- NTT白鬚ビル
- アサヒ商店街
- 本性寺
- 仰願寺
- 光照院
- 浄雲寺
- 通入寺
- 永伝寺
- 出山寺
- 宝蔵院

## その他

### 日本郵便
- 郵便番号 : 111-0022[3]（集配局 : 浅草郵便局[14]）。